# Lista de povos indígenas do Baixo Tapajós-Arapiuns
| Povo           | Comunidade                                          | Município |
| -------------- | --------------------------------------------------- | --------- |
| Apiacá         | São Pedro                                           | Santarém  |
| Arapium        | Vila Franca                                         | Santarém  |
| Arara Vermelha | Arapiranga                                          | Santarém  |
| Borari         | Altér do Chão                                       | Santarém  |
| Cara Preta     | Escrivão e Camarão                                  | Aveiro    |
| Cumaruara      | Brinco das Moças, Solimões                          | Santarém  |
| Jaraqui        | Igarapé da Praia, Arimum e Caruci                   | Santarém  |
| Maitapu        | Pinhel                                              | Aveiro    |
| Mundurucu      | Takuara, Bragança e Marituba                        | Belterra  |
| Tapajó         | Garimpo                                             | Santarém  |
| Tupaiú         | Aningalzinho e Aminá                                | Santarém  |
| Tupinambá      | Muratuba, Santo Amaro, Mirixituba, Jaca, Jauarituba | Santarém  |